# 中壢神社
中壢神社為臺灣日治時期新竹州中壢郡中壢街（今桃園市中壢區）的神社，為當時鎮守中壢郡的神社。二戰後原址成為中壢高中至今。

## 歷史
中壢神社御造營奉贊會於1937年2月21日制定了中壢神社設置計畫，開始籌備12萬元的建設費用、選址、土地承購等計畫。中壢神社選址在中壢市區西北側的山丘上，可遙望中壢市區和中央山脈，地址為新竹州中壢郡中壢街三座屋字三座屋179番地（今中壢高中），臺灣總督府於1939年5月5日通過其設立許可。為了建設神社神苑，台北市川端町的台北園藝商會提供了5,000棵黑松等樹木。神社於昭和14年（1939年）10月15日鎮座，社格是無格社，祭祀北白川宮能久親王、豐受大神，例祭日10月15日，社掌曾為三森淳男。社紋為14瓣菊花（外圈）和桔梗花（內圈）。另外，當局為強化皇民化運動，於中壢神社鎮座前一日舉行廢除舊慣寺廟的神像升天式。
二戰後，中壢神社改為中壢高中，神社原有建物陸續被拆除並改建為校舍，且早期曾以一之鳥居作為中壢高中校門、以社務所作為校史室。

## 神社建築
中壢神社社境面積18,092坪，中壢神社配置含參道、混凝土造明神鳥居1到2基、燈籠數對、手水舍、社務所、神職宿舍1棟、石造狛犬1對、神馬1基、切妻造神門、入母屋造拜殿、流造本殿，祝詞店、神饌殿、樂舍祓所、揭示場、下乘札、社號標。

## 現況
現今中壢高中內除留存一匹神馬塑像外已無任何遺跡，一對狛犬被移到中壢後火車站附近的忠義祠（大墓公）前。

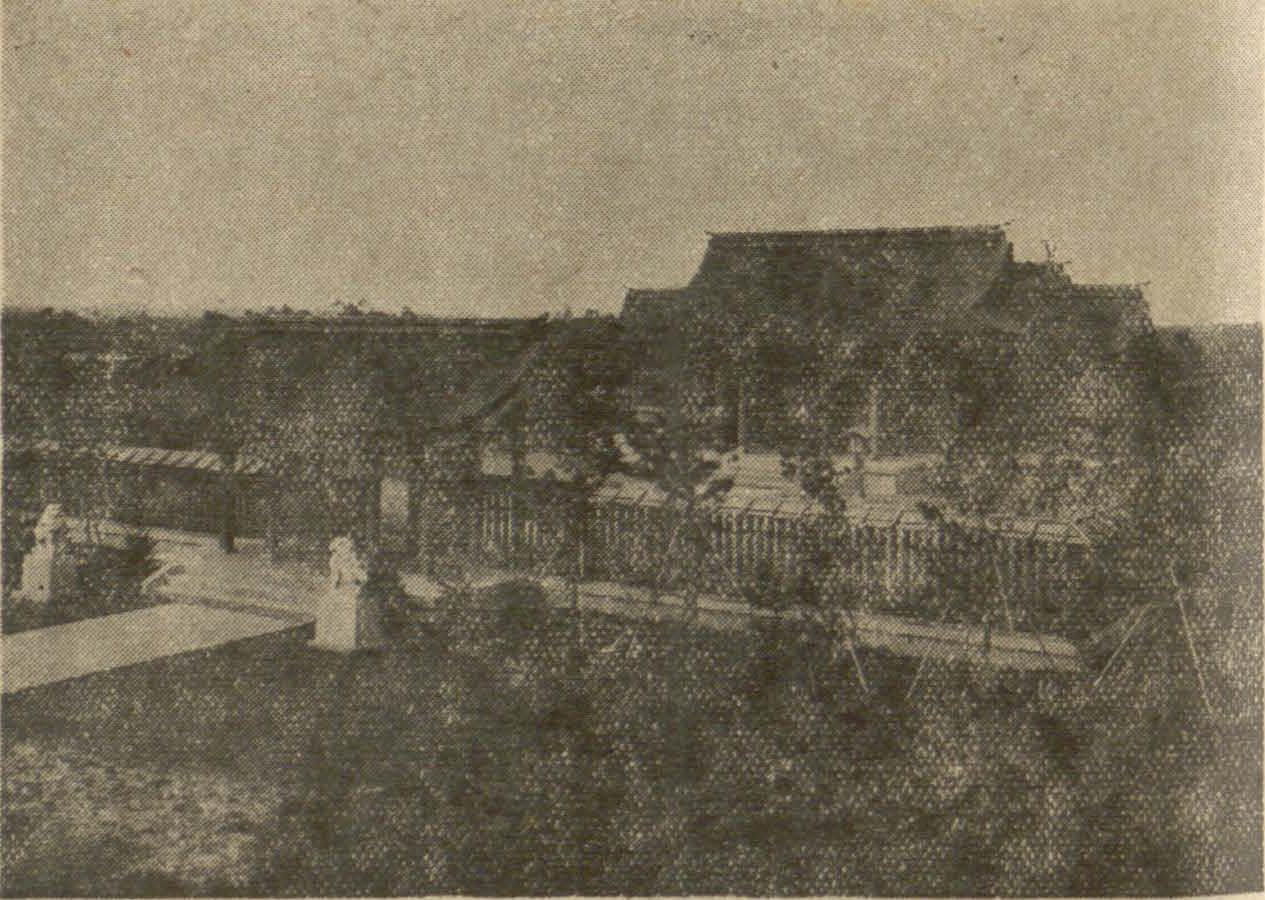
中壢神社全景
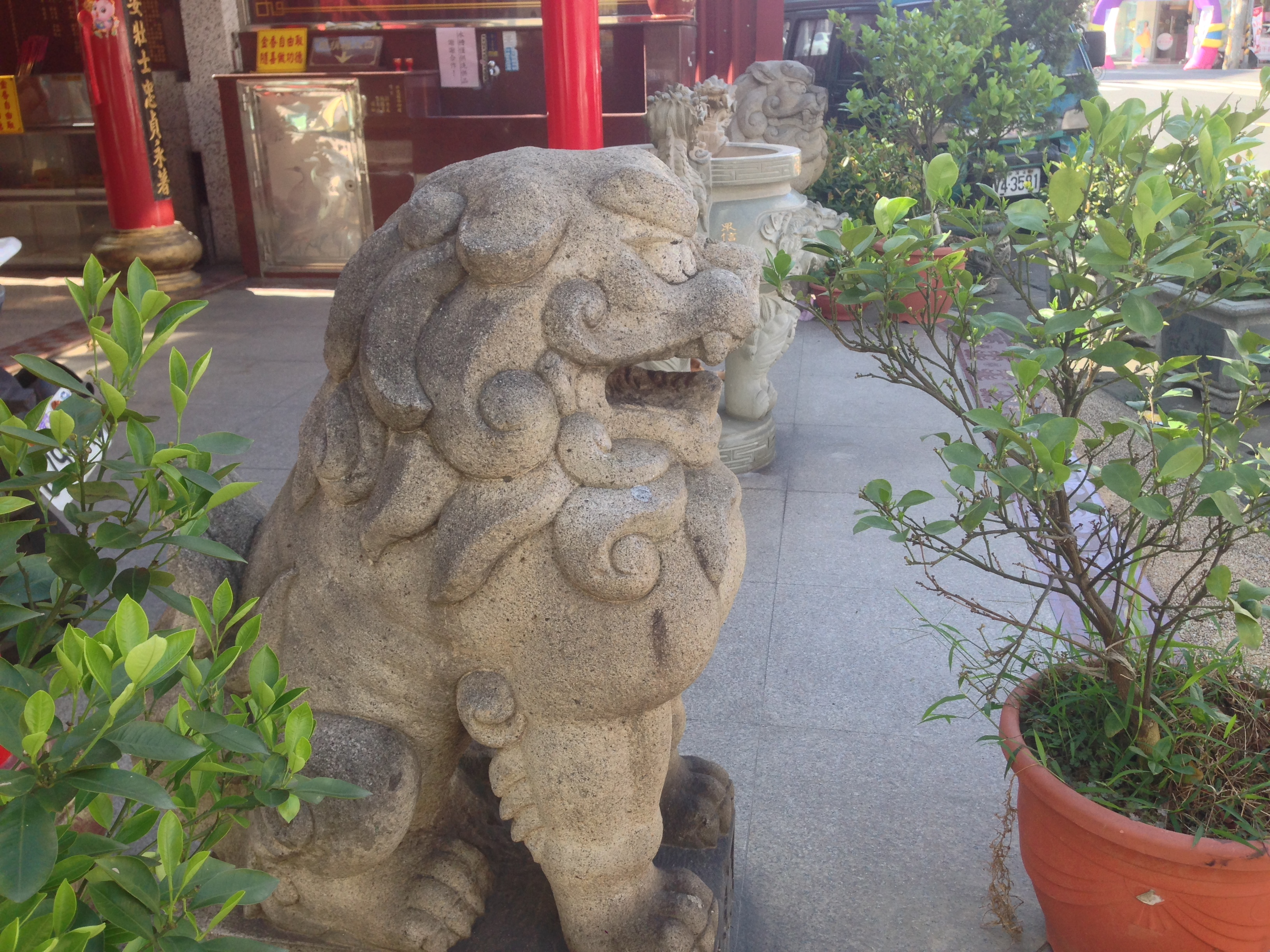
現在忠義祠的中壢神社石狛犬(原在中壢神社神門前)
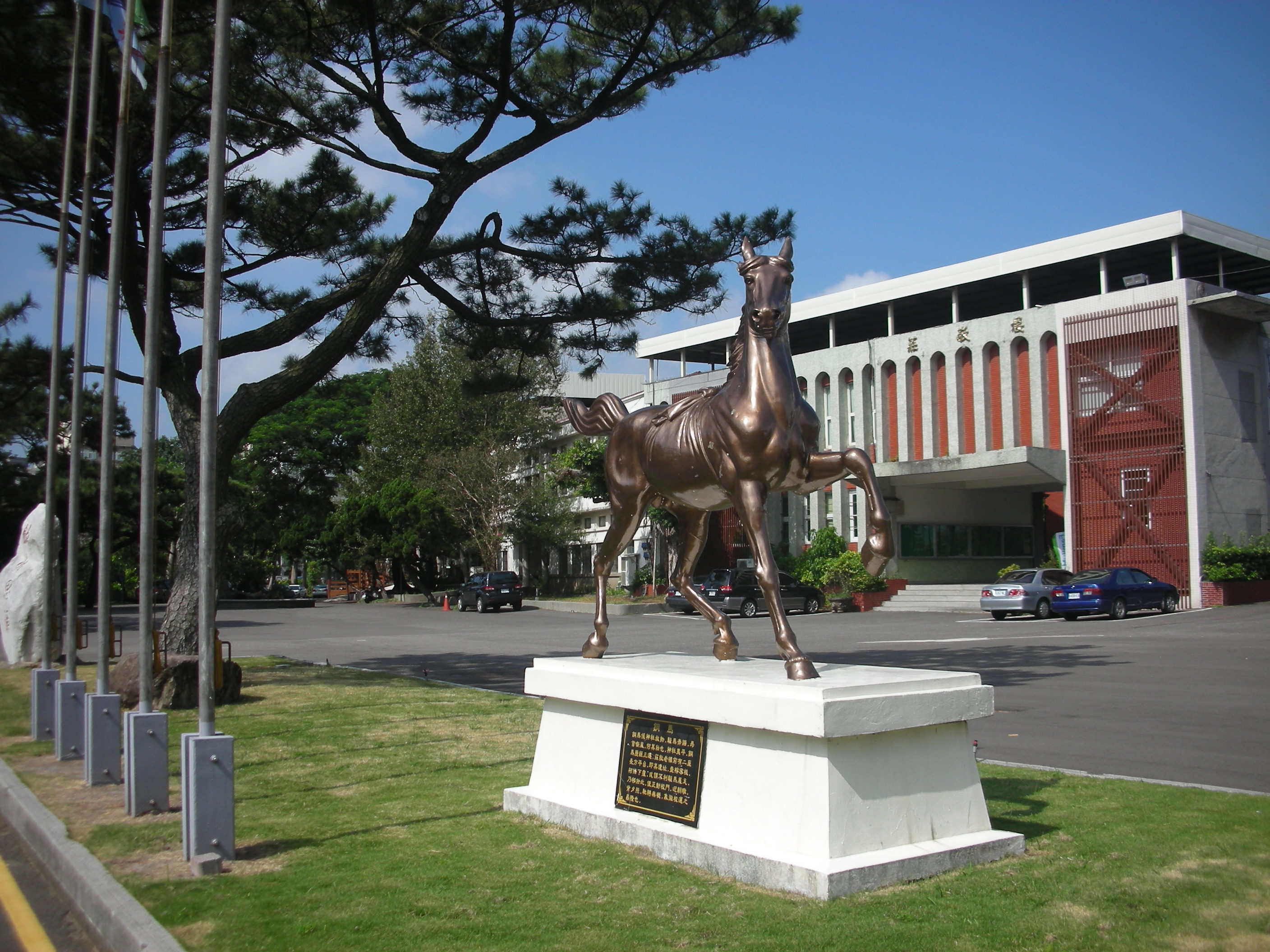
原中壢神社的銅馬塑像，現存於中壢高中校園

## 妖怪傳說
神社在戰後廢社，原址成立中壢高中，神社的銅馬留存在校園內，據說夜間會在校園內四處巡遊，或會變成白馬偷吃附近農家的農作物。

## 關聯項目
- 台灣神社列表